# Allium barsczewskii
Allium barsczewskii är en amaryllisväxtart som beskrevs av Vladimir Ippolitovich Lipsky. Allium barsczewskii ingår i löksläktet som ingår i familjen amaryllisväxter. Inga underarter finns listade i Catalogue of Life.

## Bilder

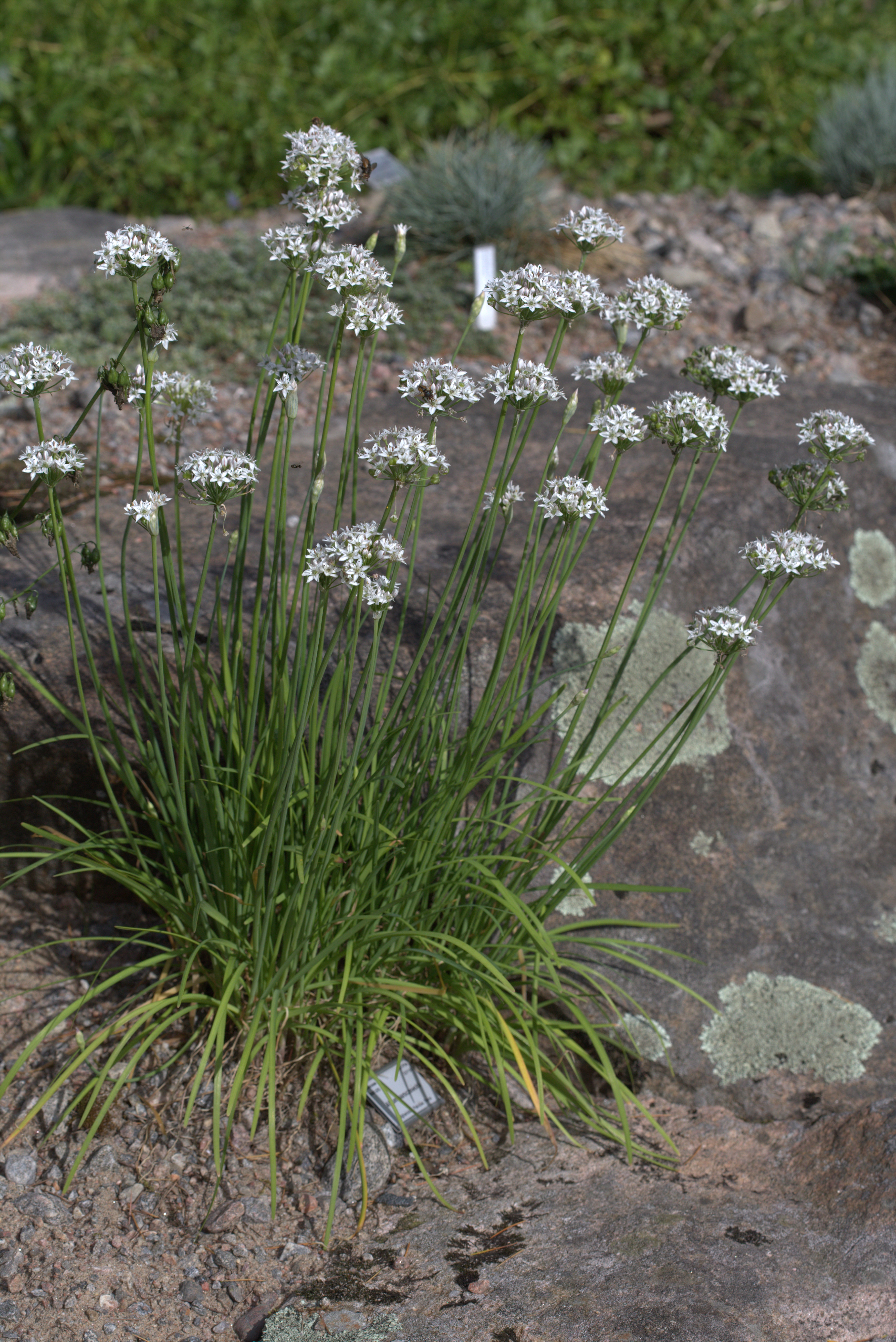
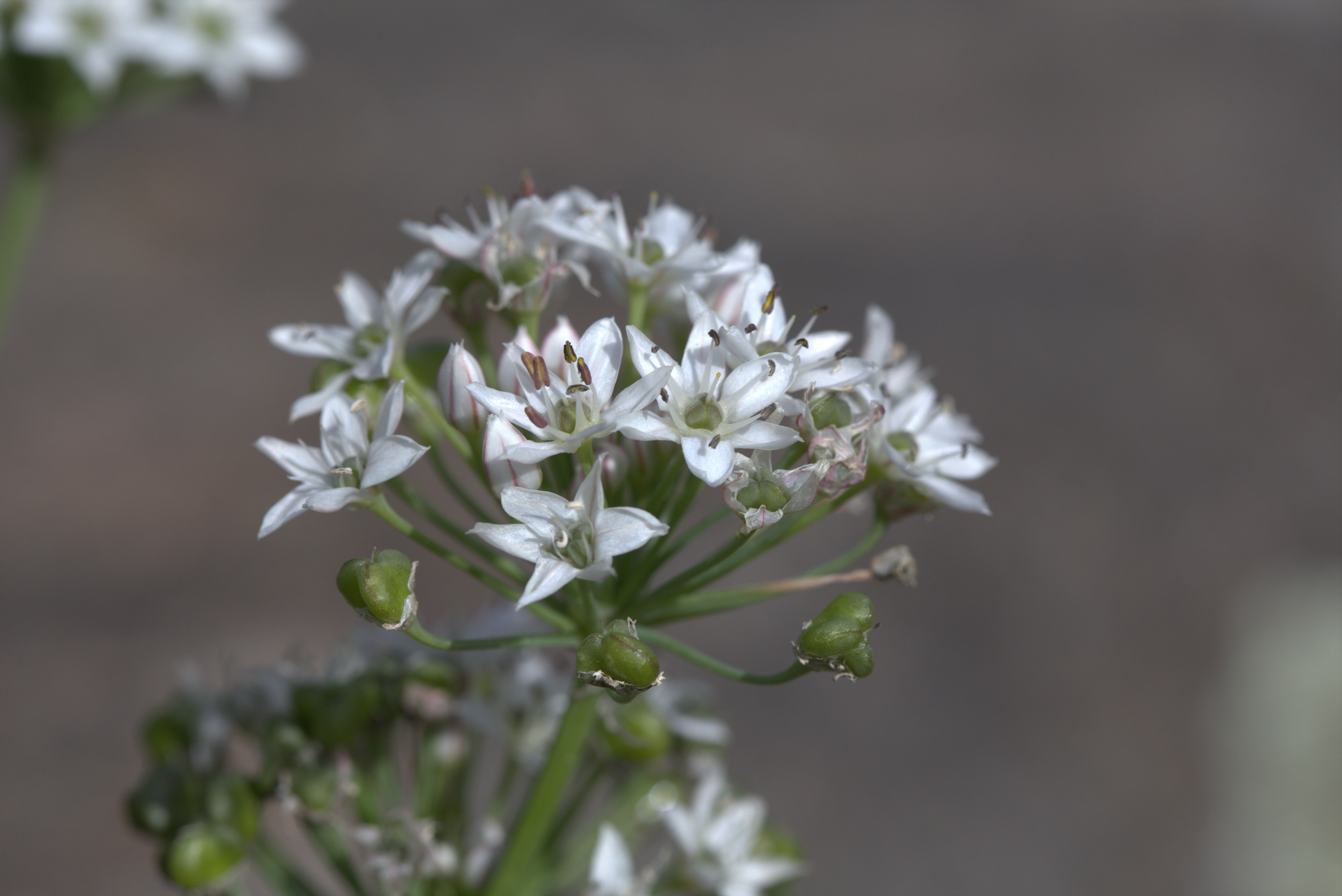